# Kashaweogama Lake
Kashaweogama Lake är en sjö i Kanada.   Den ligger i Thunder Bay District och provinsen Ontario, i den sydöstra delen av landet, 1 200 km väster om huvudstaden Ottawa. Kashaweogama Lake ligger 390 meter över havet. Arean är 12,7 kvadratkilometer. Den ligger vid sjöarna  Curlew Lake och Fisher Lake. Den sträcker sig 5,6 kilometer i nord-sydlig riktning, och 18,2 kilometer i öst-västlig riktning.
I omgivningarna runt Kashaweogama Lake växer i huvudsak barrskog. Trakten runt Kashaweogama Lake är nära nog obefolkad, med mindre än två invånare per kvadratkilometer.